# Vaxtermostat

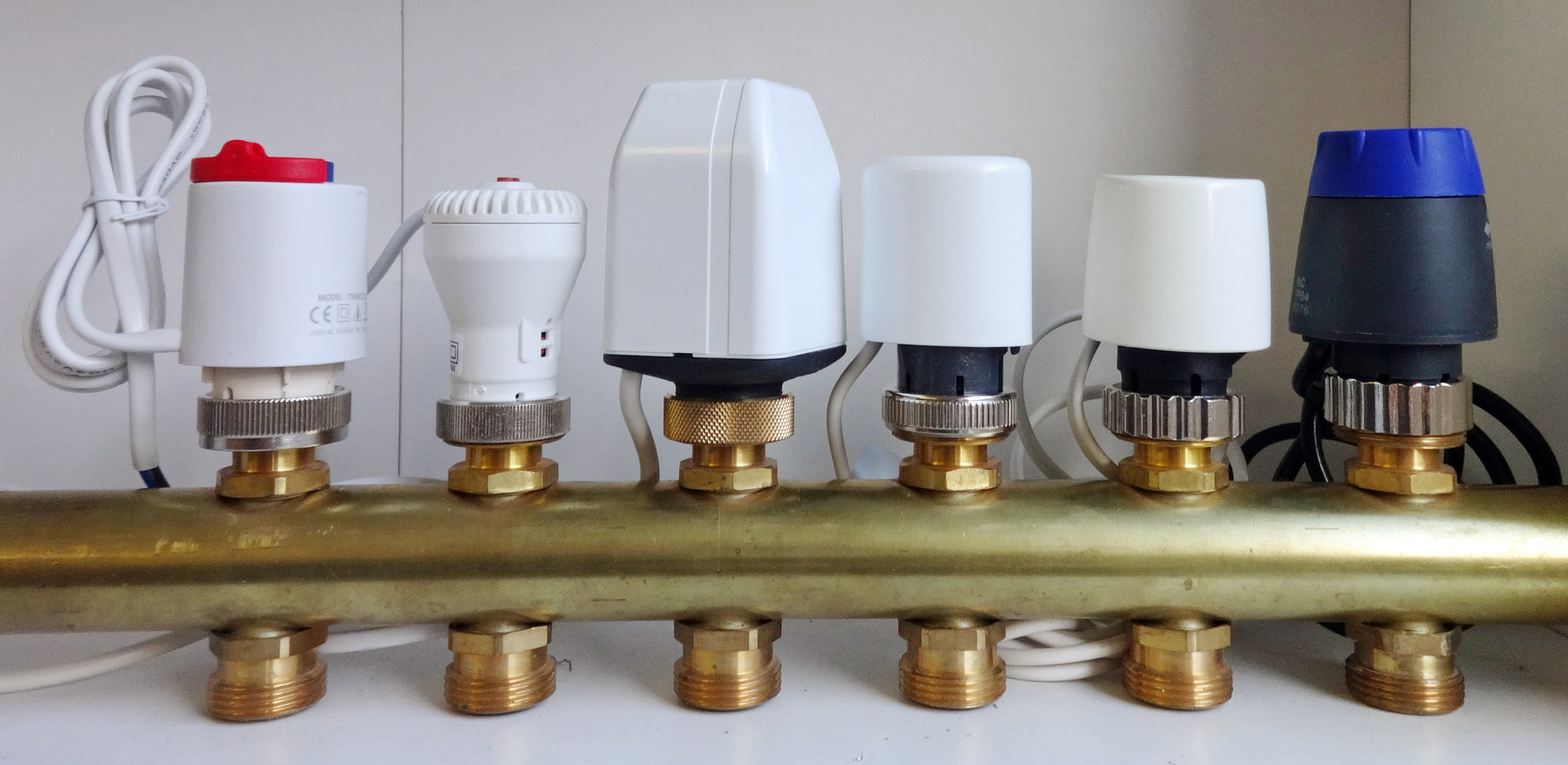

Vaxtermostat eller vaxmotor är ett linjärt ställdon som har en liknande användning som en magnetisk solenoid i applikationer där kort slaglängd och linjär rörelse önskas.
Vaxmotorn har tre huvudsakliga komponenter: 
- En stängd volym med vax
- En kolv som är kopplad till vaxet
- En värmekälla såsom:
  - En elektrisk krets; typiskt en termistor (PTC), som värmer vaxet
  - Solvärme; till exempel vid ventilation av växthus
  - Förbränningsvärme; till exempel överflödsvärme från inbyggda förbränningsmotorer

När värmekällan hettar upp vaxblocket driver den termiska expansionen kolven utåt. När värmekällan avlägsnas, drar vaxblocket ihop sig och kolven drar sig tillbaka, oftast hjälpt av en yttre fjäder eller en inre fjäder inbyggd i vaxmotorn.
Beroende på den enskilda tillämpningen har vaxmotorn vissa fördelar framför en magnetisk solenoid:
- Både tillämpningen och igångsättningen av vaxmotorn är inte ögonblicklig utan snarare mjuk och varsam.
- Eftersom vaxmotorn är en resistiv last snarare än en induktiv last, behöver vaxmotorer som kontrolleras med hjälp av TRIAC ingen dämpningskrets.
- Vaxmotorer kan komma att överleva situationer där kolven blockeras för fullt utslag, medan vissa solenoider som drivs med växelström brinner om inte kolven kan röra sig hela vägen hem och öka induktansen i solenoidspolen och sålunda reducera strömflödet i lindningen.
- När vaxet är sammankopplat med värmekällan behöver vaxmotorn ingen yttre kraftkälla.